# St. Mauritius (Sassanfahrt)

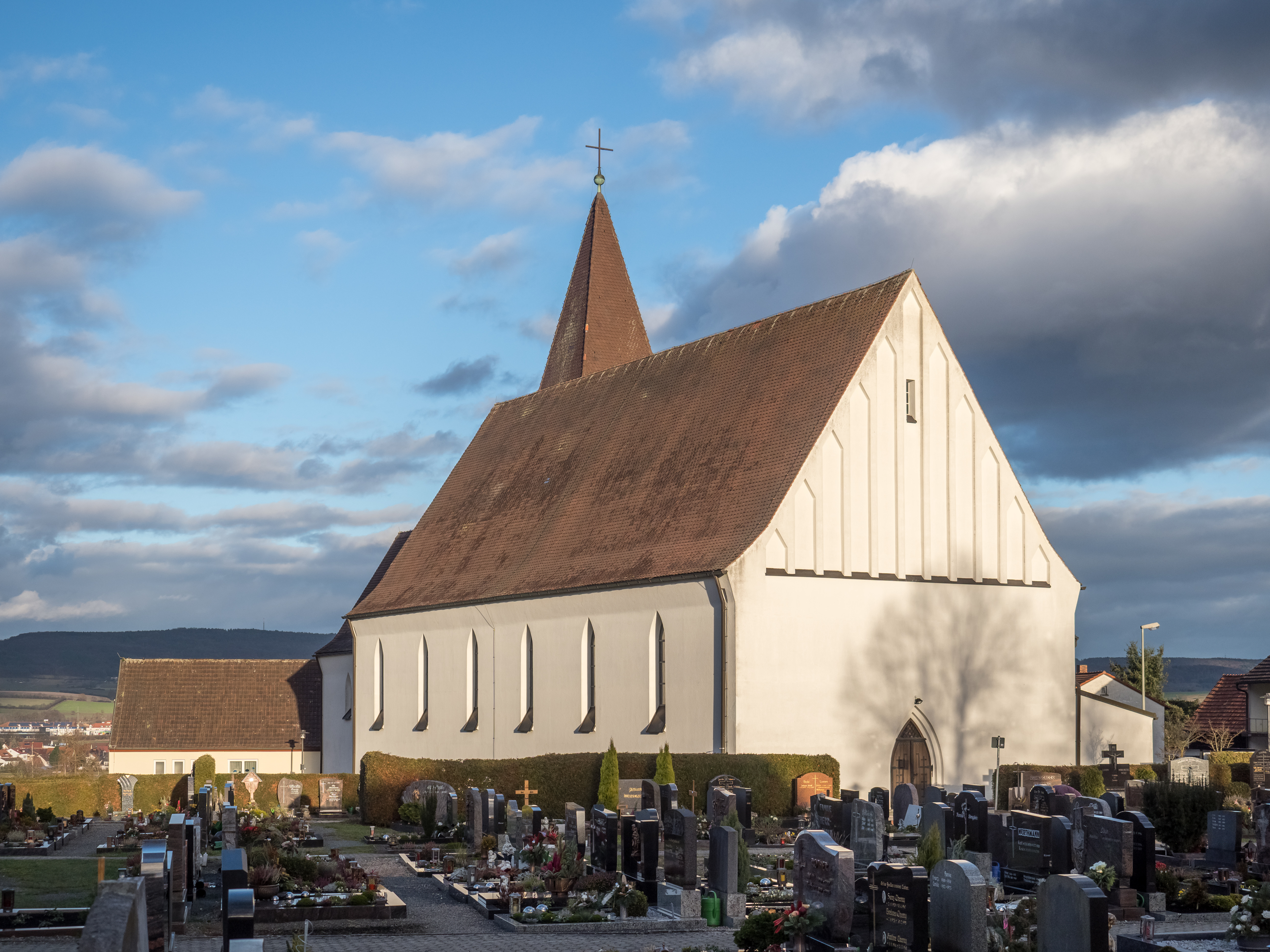
St. Mauritius (Sassanfahrt)

Die Kirche St. Mauritius ist die römisch-katholische Pfarrkirche von Sassanfahrt, Gemeindeteil des oberfränkischen Marktes Hirschaid im Landkreis Bamberg. Zur Pfarrei gehören die Filialkirchen Maria vom Berge Karmel in Erlach (1951), St. Vitus in Röbersdorf (1975) und St. Sigismund in Seußling (1740). Die Pfarrei gehört im Seelsorgebereich Geisberg-Regnitztal (früher: Hirschaid-Sassanfahrt) zum Dekanat Bamberg.

## Geschichte

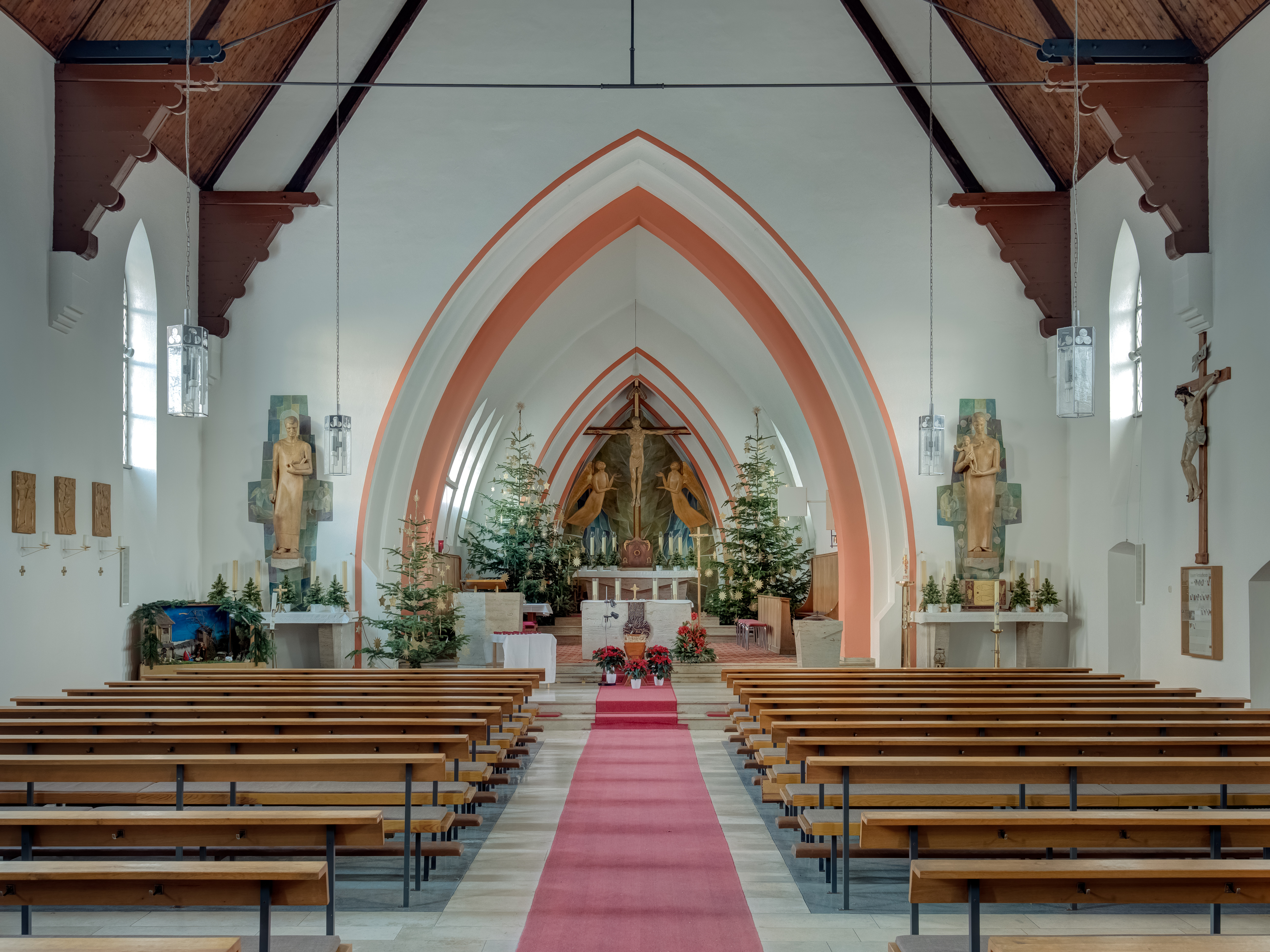
Katholische Pfarrkirche St. Mauritius in Sassanfahrt

Über einen längeren Zeitraum besuchten die Katholiken von Sassanfahrt die Kirche in Seußling. Nach Gründung eines Kirchbauvereins im Jahre 1905 konnte 1928 mit dem Bau der Kirche St. Mauritius und Gefährten begonnen werden, die 1929 von Erzbischof Johann Jakob von Hauck eingeweiht wurde. Es handelt sich um einen Saalbau mit eingezogenem Chor und Satteldach. Der wuchtige Chorseitenturm wurde 1954 aufgestockt. Die Kirche steht in der St.-Mauritius-Straße 14.